# 이탈리아 U-19 축구 국가대표팀
이탈리아 U-19 축구 국가대표팀(이탈리아어: Nazionale Under-19 di calcio dell'Italia)은 이탈리아를 대표하는 19세 이하의 축구 국가대표팀으로, 이탈리아의 축구 관리 기관인 이탈리아 축구 연맹의 관리를 받는다. UEFA U-19 축구 선수권 대회에 25번 참가해 4번 우승했다.

## 역대 감독
| 감독            | 임기        |
| --------------- | ----------- |
| 알베리코 에바니 | 2011 ~ 2013 |